# Hemerocallis fulva
Il giglio turco (Hemerocallis fulva (L.) L.) è una pianta ornamentale appartenente alla famiglia Asphodelaceae.

## Descrizione
Si tratta di una pianta erbacea perenne e latifoglia, di taglia media,  che può raggiungere il metro d'altezza.
È dotata di un rizoma sotterraneo con radici fascicolate. Le radici servono quasi esclusivamente per la germinazione e la fioritura per l'anno successivo. Infatti ogni anno vengono emesse nuove radici mentre quelle più vecchie perdono di vigore e marciscono.
Il fusto è eretto, robusto, tuboloso.
Possiede numerose foglie basali larghe circa 2 o 3 centimetri che formano un denso cespuglio. È una pianta a fogliame deciduo.
I fiori hanno sei petali di colore giallo-arancione con varie sfumature. La fioritura avviene in giugno-luglio.

## Distribuzione e habitat
Hemerocallis fulva è nativa di Cina, Corea, Taiwan e Giappone.

## Coltivazione
È una pianta erbacea resistente e rustica e si adatta a quasi tutti i terreni e vuole un'esposizione soleggiata. È resistente al freddo invernale e alla maggior parte delle malattie e parassiti. Ha bisogno di poco acqua, tranne durante i primi anni quando le piante sono piccole o in terreni molto asciutti ed estati calde.

## Propagazione
La propagazione avviene per seme o per divisione dei cespi in autunno o in primavera prima della ripresa vegetativa.
Le nuove piantine mediante riproduzione da seme impiegheranno anni per poter fiorire mentre quelle ottenute per divisione fioriranno l'anno successivo.
La divisione dei cespi si ottiene dissotterrando tutta la pianta, pulendo molto bene tutto il fascio di radici con acqua e separando le singole piantine attraverso il taglio della radice che collega una pianta all'altra. È importante, per la separazione, che ogni cespo abbia almeno alcune radici. Dopo quest'operazione si reinterrano immediatamente tutti i cespi divisi.

## Usi
I fiori sono eduli e possono essere usati in cucina per la preparazione di alcune ricette, come altri fiori commestibili.
Anche i rizomi sono commestibili.
coltivata in giardini e orti, ne esistono diversi ibridi e cultivar con fiori con diverse tonalità per uso ornamentale.

## Varietà
- Hemerocallis fulva var. angustifolia Baker
- Hemerocallis fulva var. aurantiaca (Baker) M.Hotta

## Galleria d'immagini

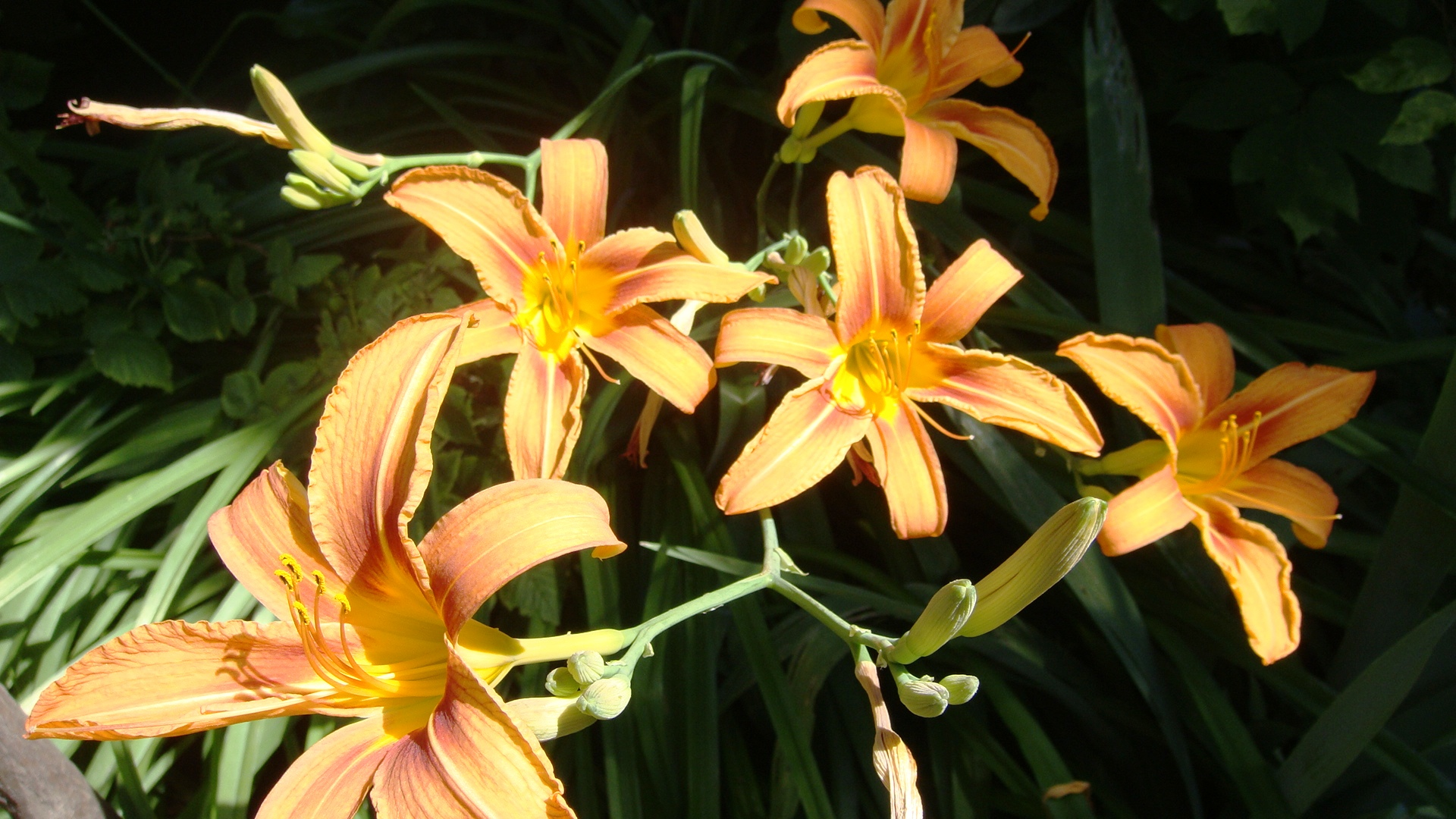
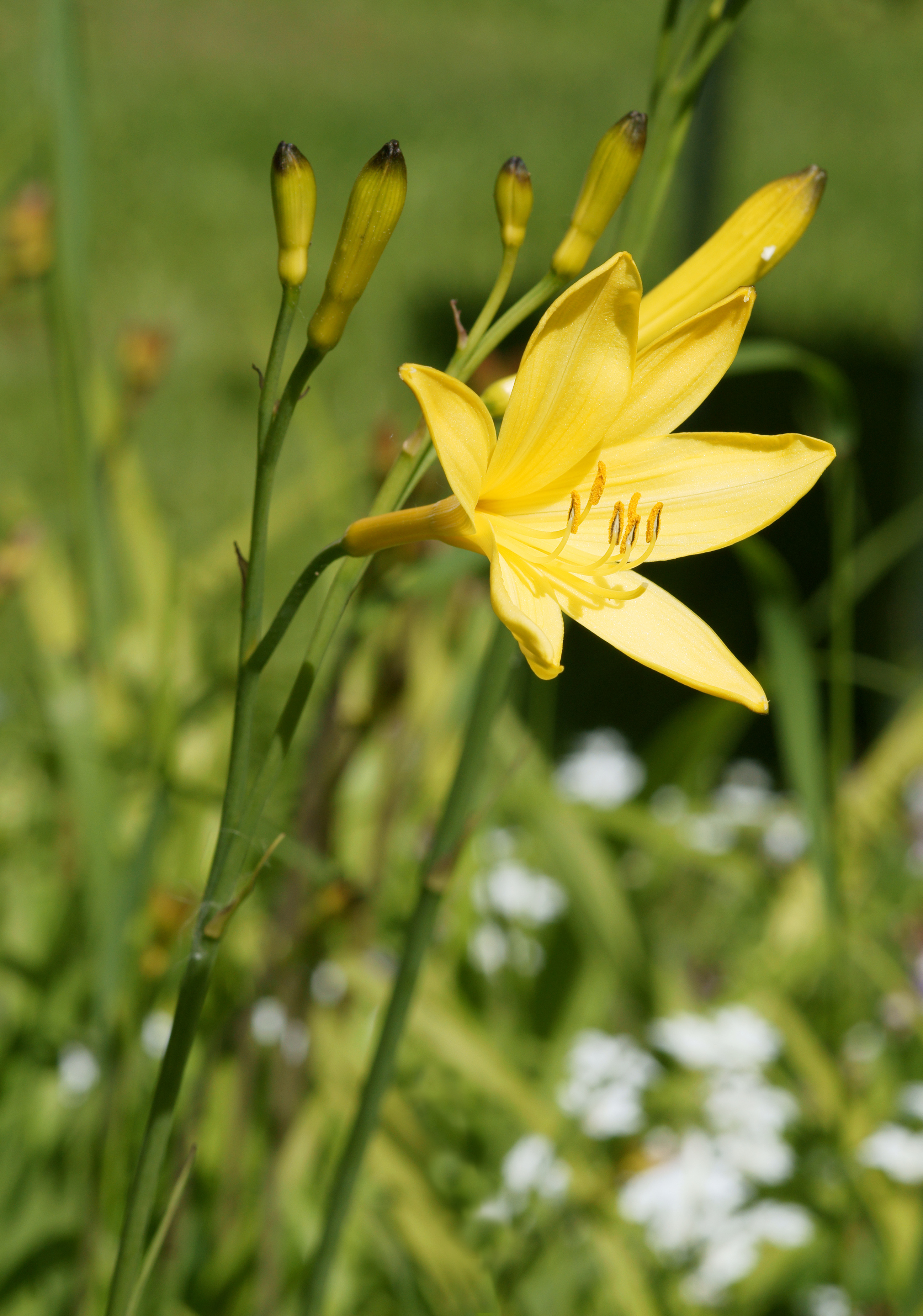
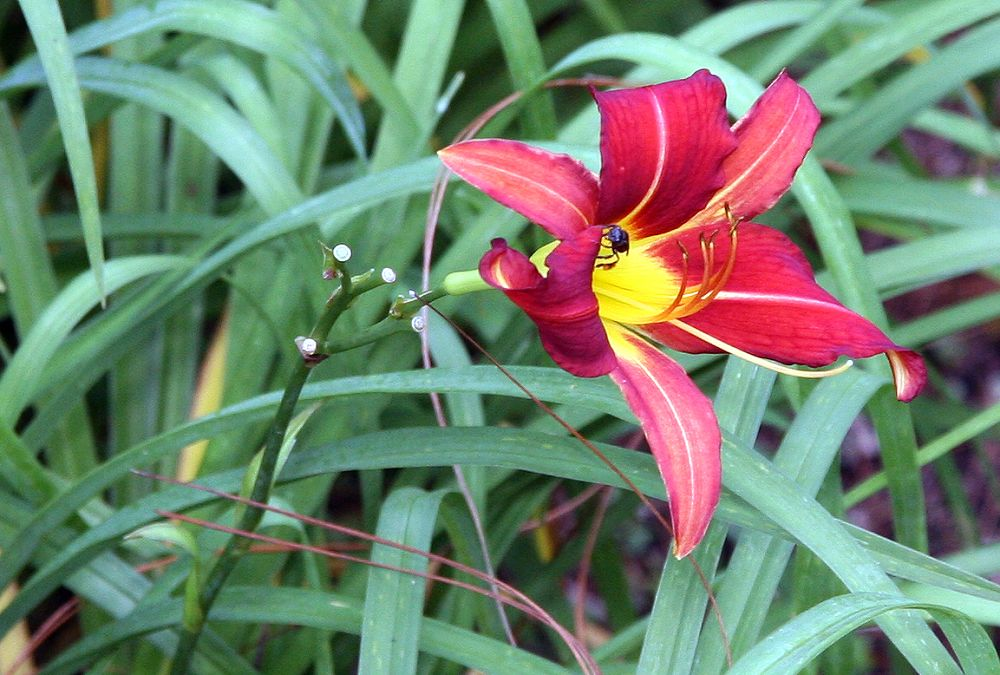